# Ommatius orenoquensis
Ommatius orenoquensis là một loài ruồi trong họ Asilidae. Ommatius orenoquensis được Bigot miêu tả năm 1876.